# Puerto Ocopa
Puerto Ocopa ist ein Ort in der Region Junín im Osten von Peru.

## Lage
Puerto Ocopa liegt in der peruanischen Ostkordillere an der Einmündung des Río Pangoa in den Río Perené, kurz bevor dieser sich mit dem Río Apurímac zum Río Tambo vereinigt. Der Ort liegt auf einer Höhe von 323 m.  
Puerto Ocop liegt 500 Kilometer nordöstlich der peruanischen Hauptstadt Lima, drei Autostunden von der nächstgelegenen größeren Stadt Satipo entfernt. 

## Bevölkerung
Puerto Ocopa hat eine Bevölkerung von 754 Einwohnern (Zensus 2017) mit abnehmender Tendenz, wovon 50 % Kinder sind, darunter zwei Drittel Waisenkinder als Folge der Kämpfe der Terrororganisation Leuchtender Pfad gegen die peruanische Armee.

## Geschichte
Puerto Ocopa ist 1922 in der Region der Asháninka von Franziskanern gegründet worden mit dem erklärten Ziel, elternlosen Kindern in der Franziskaner-Mission ein neues Zuhause zu geben. Heute leben in der Region um Puerto Ocopa mehrere tausend umgesiedelte Asháninka.

## Sonstiges
Puerto Ocopa hat zwei Flugzeug-Landebahnen mit einer Länge von jeweils 1220 m.